# مولینو
مولینو (به فرانسوی: Molinot) یک کمون در فرانسه با جمعیت ۱۵۰ نفر است که در Canton of Nolay واقع شده‌است.